# Lingue formosane orientali
Le lingue formosane orientali sono un gruppo di lingue formosane parlate nell'isola di Taiwan.

## Prove
Li (2004) presenta i seguenti criteri come prove dell'esistenza di un gruppo formosano orientale.
1. Convergenza di *C e *t verso /t/
2. Convergenza di *D e *Z verso /r/ o /l/ nel Basay, verso /z/ nel Kavalan
3. Convergenza di *q, *H, *ʔɦ verso ø
4. Convergenza di *j, *n, e *N verso /n/
5. Slittamento di *k in /q/ e /q/ > /h/ (solo nel Basay) davanti ad *a

Il basay, il kavalan, e l'amis condividono una tradizione orale relativa ad una comune origine da un'isola chiamata “Sinasay” o “Sanasay,” che è probabilmente quella che oggi viene denominata Green Island.

## Classificazione
Questo raggruppamento è caldeggiato da importanti linguisti quali Robert Blust e Paul Jen-kuei Li. Li, in particolare, considera l'area siraya, nelle pianure sudoccidentali dell'isola, come la più probabile patria d'origine delle lingue formosane orientali, da cui le popolazioni che parlavano tali lingue si sarebbero spostate verso la costa orientale per poi, gradualmente, migrare verso l'area della moderna Taipei (Li 2004).
Secondo Ethnologue, il gruppo delle lingue formosane orientali è formato da cinque lingue che vengono raggruppate in tre sottogruppi:
- Centrale
  - Lingua amis [codice ISO 639-3 ami]
  - Lingua nataoran amis [ais]
- Settentrionale 
  - Lingua basay (o ketagalan) [byq]
  - Lingua kavalan [ckv]
- Sud-orientale (1)
  - Lingua siraya [fos]

## Dialetti e varianti

### Ketagalan
Li (1992) distingue 6 dialetti ketagalan (anche definito gruppo basay).
- Ketagalan
  - Occidentale
    - Luilang
    - Nankan
    - Puting

  - Orientale
    - Basay
      - Trobiawan
      - Linaw

## Siraya
Le lingue siraya erano:
- Lingua siraya - parlata nell'area costiera della pianura di Tainan.
- Taivuan - parlata dai dintorni della pianura di Tainan al nord (ad ovest dei territori Tsouic meridionali).
- Makatau - parlata nelle prefetture di Kaohsiung e Pingtung al sud (ad ovest dei territori Paiwan).[3]

Tuttavia, Li (2009) nota che possono essere creati due diversi alberi genealogici in conflitto tra di loro:
1. Albero basato sul numero di innovazioni fonologiche
- Siraya
  - Taivuan
  - Siraya–Makatau
    - Siraya
    - Makatau

2. Albero basato sulla cronologia relativa ai cambiamenti di suono
- Siraya
  - Siraya
    - Taivuan–Makatau
      - Taivuan
      - Makatau

Li (2009) considera il secondo albero essere quello più probabile.